# Ulica Redutowa w Warszawie
Ulica Redutowa – ulica na Woli w Warszawie. Łączy ul. Jana Olbrachta z ul. Wolską. 

## Historia ulicy
Ulica Redutowa powstała w latach 20. XX wieku – wówczas zamykała od zachodu teren wolskiego cmentarza prawosławnego. Biegła od ulicy Wolskiej do ulicy Pustola, która z kolei zamykała teren cmentarza od północy. Przedłużenie ulicy do Jana Olbrachta było planowane od 1935 roku, a zrealizowane już po wojnie, w latach 50.
Nazwa ulicy pochodzi od Reduty nr 56.
W 1964 roku ulicę przebudowano – stała się ona arterią łączącą ulicę Wolską z ul. Górczewską (przez ul. Jana Olbrachta). Wcześniej tę funkcję pełniła ulica Sowińskiego, jednak ze względu na to, że przebiegała ona przez cmentarz Wolski, zdecydowano się przenieść z niej ruch na Redutową. W tym samym roku ulicą wyruszył pierwszy autobus – była to nowa linia nr 159. Jej kraniec na Redutowej został wybudowany przy współudziale okolicznych mieszkańców. 
W 2006 roku skrzyżowanie z ul. Jana Olbrachta przebudowano na rondo, a w 2019 r. skrzyżowanie z ulicą Nakielską zostało wyposażone w sygnalizację świetlną. 
W ramach trwającej od 2021 r. budowy trasy tramwajowej w ciągu ul. Marcina Kasprzaka przebudowie ulegnie skrzyżowanie ulic Redutowej, Wolskiej i Kasprzaka, wraz z zagłębieniem linii tramwajowej pod poziomiem terenu. 
Na całej długości posiada po jednym pasie w każdą stronę, z wyjątkiem skrzyżowań z ulicami: 
- Nakielską - jezdnia wschodnia posiada pas do lewoskrętu,
- Wolską - jezdnia wschodnia posiada dwa pasy, a jezdnia zachodnia trzy pasy ruchu.

## Ważniejsze obiekty
- Szkoła podstawowa nr 238 im. Christo Botewa (nr 37)
- Zajezdnia MZA R-6 „Redutowa”
- Cmentarz karaimski
- Reduta nr 56
- Cmentarz prawosławny
- Pomnik Pamięci Pilotów RAF (przy skrzyżowaniu z ul. Wolską)
- Kościół św. Wawrzyńca